# Bomolocha transversalis
Bomolocha transversalis är en fjärilsart som beskrevs av Paul Dognin 1914. Bomolocha transversalis ingår i släktet Bomolocha och familjen nattflyn. Inga underarter finns listade i Catalogue of Life.